# Agonopterix cluniana
Agonopterix cluniana is een vlinder uit de familie grasmineermotten (Elachistidae). De wetenschappelijke naam is voor het eerst geldig gepubliceerd in 2000 door Huemer & Lvovsky.
De soort komt voor in Europa.